# Сан Мартино (Алесандрија)
Сан Мартино је насеље у Италији у округу Алесандрија, региону Пијемонт.
Према процени из 2011. у насељу је живело 156 становника. Насеље се налази на надморској висини од 202 м.